# Catherine Fournier
Catherine Fournier (Sainte-Julie Quebec, 1992) es una política canadiense, soberanista de Quebec. Desde el 22 de octubre de 2015 es vicepresidenta del Bloc québécois. En 2015 Fournier, con 23 años, fue la candidata del Bloque más joven en las elecciones federales de Canadá en 2015. Se presentó por la circunscripción de Montarville pero no logró escaño.

## Biografía
Es licenciada en economía por la Universidad de Montreal (2012-2014) y miembro de la Asociación de Economistas Quebequeses (ASDEQ). Estudió en la Escuela de Educación Internacional McMasterville (2004-2009)y Ciencias Humanas en el Cégep du Vieux Montréal (2009-2012). En el año 2010 participó en el programa intercultural de AFS durante 6 meses en la W.T. White High School, Dallas TX.
Especialmente activa en las redes sociales y los medios de comunicación, es bloguera en el Huffington Post de Canadá desde 2013 y fue cronista política en Radio FM 103,3 a principios de abril.

### Trayectoria política
Aunque mantenía posiciones independentistas fue a partir de la derrota de 2011 del Bloque Quebequés cuando decidió implicarse en política.
En los últimos años se ha mostrado especialmente activa. De 2011 a 2012 fue representante juvenil del Partido Quebequés de Marguerite-d’Youville. En 2013 fue presidenta del Movimiento de estudiantes soberanistas de la Universidad de Montreal (MÉSUM). De abril a junio de 2014 participó en la campaña del presidente del Bloc québécois Mario Beaulieu como responsable de agenda, investigadora y redactora  de abril a junio de 2014. De 2013 a 2015 participó en el Foro juvenil del Bloque como responsable de contenido. 
En las elecciones legislativas de noviembre de 2015 fue la candidata más joven del Bloque Quebequés. Se presentó por la circunscripción de Montarville pero no logró escaño. Quedó en segundo lugar con el 29,1 % de los votos frente al liberal Michel Picard que obtuvo el 33,6 %.
Aunque el 22 de octubre de 2015 se rumoreó que asumiría la presidencia del Bloque Quebequés, finalmente fue nombrada vicepresidenta de la organización y Mario Beaulieu mantiene la presidencia.
En 2018 obtiene uno de los 10 escaños del Partido Quebequés (relacionado con el Bloque Quebequés) en la Asamblea Nacional de Quebec, pero al año siguiente abandona el movimiento independentista conservando su escaño como candidata independiente.